# Elezioni parlamentari in Turchia del 1977
Le elezioni parlamentari in Turchia del 1977 si tennero il 6 giugno per il rinnovo della Grande Assemblea Nazionale Turca.

## Risultati
| Liste                                    | Voti       | %     | Seggi |
| ---------------------------------------- | ---------- | ----- | ----- |
| Partito Popolare Repubblicano (CHP)      | 6 136 171  | 41,38 | 213   |
| Partito della Giustizia (AP)             | 5 468 202  | 36,88 | 189   |
| Partito della Salvezza Nazionale (MSP)   | 1 269 918  | 8,56  | 24    |
| Partito del Movimento Nazionalista (MHP) | 951 544    | 6,42  | 16    |
| Partito Repubblicano della Fiducia (CGP) | 277 713    | 1,87  | 3     |
| Partito Democratico (DP)                 | 274 484    | 1,85  | 1     |
| Altri                                    | 79 105     | 0,53  | –     |
| Indipendenti                             | 370 035    | 2,50  | 4     |
| Totale                                   | 14 827 172 | 100   | 450   |